# Majid Pishyar
Majid Pishyar est un homme d'affaires iranien et canadien, anciennement installé en Suisse, président de la holding 32Group. Il se lance dans l'achat de clubs de football dès 2005 avec le FC Admira Wacker en Autriche.  En 2008, il devient le président du Servette FC, club de football de Genève puis du SC Beira-Mar, club de football du Portugal. 
En décembre 2010, Majid Pishyar rachète la célèbre bijouterie genevoise Gilbert Albert et le Golf Club Vuissens (troisième plus beau parcours de Golf en Suisse d'après le Guide Peugeot 2006). 